# Leonardo
Leonardo je moško osebno ime.

## Izvor imena
Ime Leonard je različica imena Lenart.

## Pogostost imena
Po podatkih Statističnega urada Republike Slovenije je bilo na dan 31. decembra 2007 v Sloveniji število moških oseb z imenom Leonardo: 104.

## Osebni praznik
V koledarju je ime Leonard zapisano skupaj z Lenartom; god praznuje 6. novembra ali pa 22. novembra.